# Pierrefitte-sur-Sauldre
 Pierrefitte-sur-Sauldre  es una población y comuna francesa, en la región de Centro, departamento de Loir y Cher, en el distrito de Romorantin-Lanthenay y cantón de Salbris.

## Demografía
| 984 | 892 | 869 | 907 | 835 | 851 | 863 |
| Para los censos de 1962 a 1999 la población legal corresponde a la población sin duplicidades (Fuente: INSEE [Consultar]) |     |     |     |     |     |     |